# Josef Kannengießer
 Konrad Josef Kannengießer (* 28. Februar 1894 in Unna; † 12. November 1981 in Osnabrück) war ein Journalist und Verleger, sowie Politiker der Zentrumspartei und Mitbegründer der CDU Westfalen. 

## Leben
Kannengießer war Soldat im Ersten Weltkrieg. Danach studierte er in Münster, Wien und Berlin, wo er 1921 mit der Dissertation Die Sturmjahre 1848 und 1849 und die politische Lyrik in Westfalen zum Dr. phil. promovierte. Der als Journalist und Verleger arbeitende Kannengießer war von 1922 an stellvertretender Generalsekretär der westfälischen Zentrumspartei in Münster, ehe er 1924 nach Osnabrück wechselte und dort als Generalsekretär der Zentrumspartei für den Wahlkreis Osnabrück-Niedersachsen fungierte. Von 1930 bis 1933 gehörte er als stellvertretendes Mitglied dem Preußischen Staatsrat an. Am 31. August 1933 trat er die Nachfolge von Franz Langewand als Abgeordneter im Preußischen Landtag an (5. Wahlperiode). Nach 1933 wirkte er als Bevollmächtigter der „Gewerkschaft Brenner“ und war Geschäftsführer des Bonifatiusvereins in Osnabrück und der Missions-Verkehrs-Arbeitsgemeinschaft. 1945/1946 gehörte zu den Mitbegründern der CDU Westfalens und war Mitglied des CDU-Zonenausschusses der Britischen Besatzungszone. Den von ihm mitgegründeten Verein „Unionpresse“ leitete er bis 1967. Der Nachlass von Kannengießer befindet sich im Archiv der Konrad-Adenauer-Stiftung. Sein Sohn war der Wirtschaftsjournalist Walter Kannengießer, sein Enkel ist der Jurist und Verbandsfunktionär Christoph Kannengießer.

## Ehrungen
- Großes Bundesverdienstkreuz verliehen im Juli 1969

## Schriften (Auswahl)
- Die Sturmjahre 1848 und 1849 und die politische Lyrik in Westfalen (= Dissertation Münster 1921). Münster 1923.